# Eptesicus bobrinskoi
Eptesicus bobrinskoi es una especie de murciélago de la familia Vespertilionidae.

## Distribución geográfica
Se encuentra sólo en Kazajistán Las regiones de Mar de Aral, y Barsuk Malyje Betpakdala. Los registros del norte de Cáucaso (Osetia del Norte) Uzbekistán, Turkmenistán e Irán al parecer son erróneos, basados en ejemplares juveniles de Eptesicus nilssonii.